# Saint-Médard (Mosella)
Saint-Médard è un comune francese di 105 abitanti situato nel dipartimento della Mosella nella regione del Grand Est.

## Società

### Evoluzione demografica
Abitanti censiti